# Nilanapo
Nilanapo is een bestuurslaag in het regentschap Lembata van de provincie Oost-Nusa Tenggara, Indonesië. Nilanapo telt 608 inwoners (volkstelling 2010).